# Broesigke (Adelsgeschlecht)

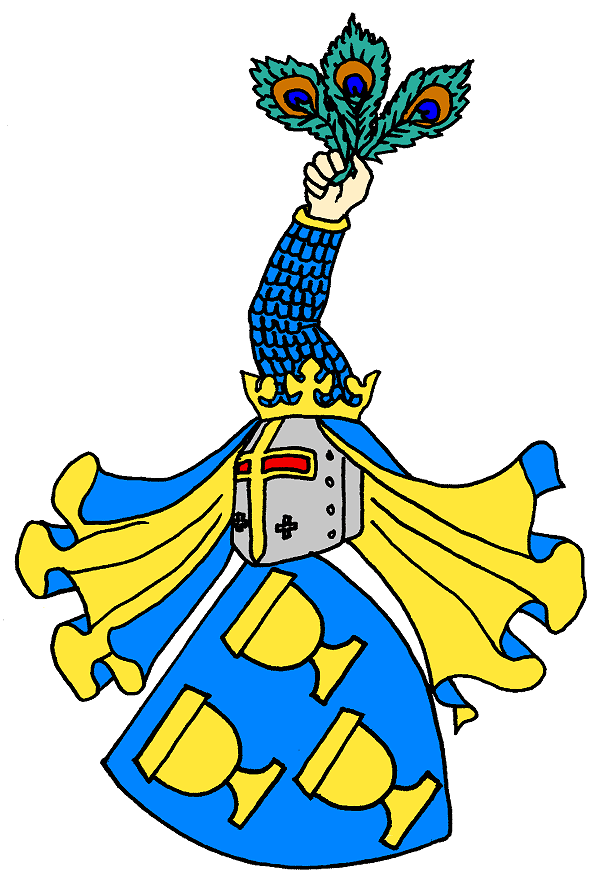
Wappen derer von Broesigke

Broesigke, auch Brösigke, Brösike, Brösicke, Bräsigke, Brösigk, Bröseke, Brösegke oder Braseke, ist der Name eines ursprünglich altmärkischen Uradelsgeschlechts. Die Familie, deren Zweige zum Teil bis heute bestehen, konnte sich später in der gesamten Mark Brandenburg ausbreiten und auch in Kursachsen und Anhalt zu Besitz und Ansehen gelangen. Die Herren von Broesigke waren bis 1569 Erbschenken der Kurfürsten von Brandenburg.

## Geschichte

### Herkunft
Der Chronist Andreas Angelus erwähnt in seinen Annales Marchiae Brandenburgicae von 1598, dass die Herren von Broesigke, zusammen mit Mitgliedern weiterer Adelsgeschlechter, bereits im Jahre 927 während eines Wendenfeldzuges von König Heinrich I. in die Mark Brandenburg kamen und sich dort dauerhaft niederließen.
Das Jahrbuch des Deutschen Adels nennt Arnold de Brosiko als ersten Angehörigen der Familie, der im Jahre 1259 urkundlich erscheint. Nach dem Genealogischen Handbuch des Adels wird das Geschlecht mit Thilo Broeseken am 12. März 1344 erstmals in einer Urkunde genannt. Thilo erscheint in dem Dokument als custos (lat. Hüter bzw. Wächter) auf der Burg Golzow. Die ununterbrochene Stammreihe beginnt 1375 mit Thomas Brosecke.

### Ausbreitung und Linien

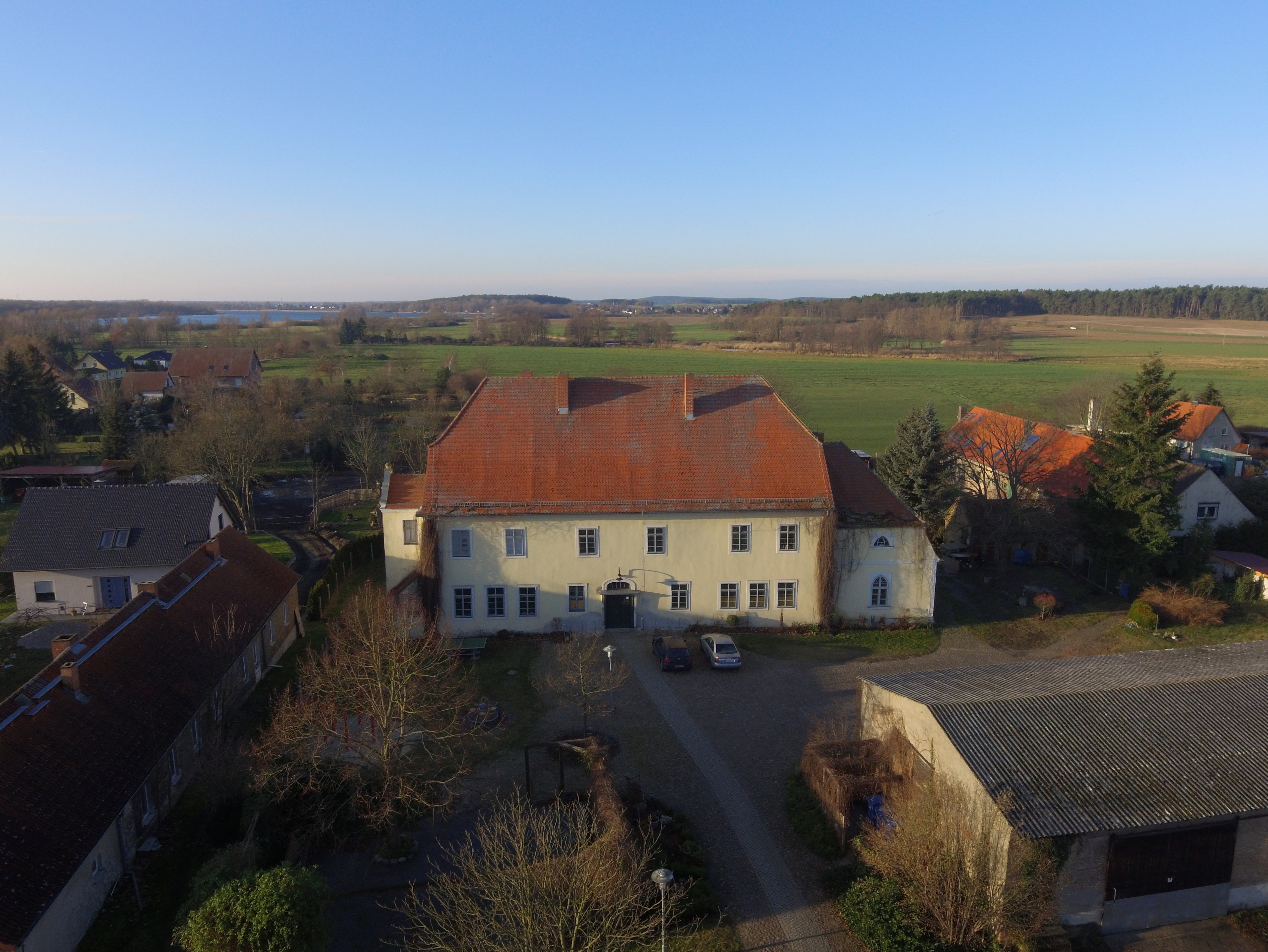
Gutshaus Ketzür

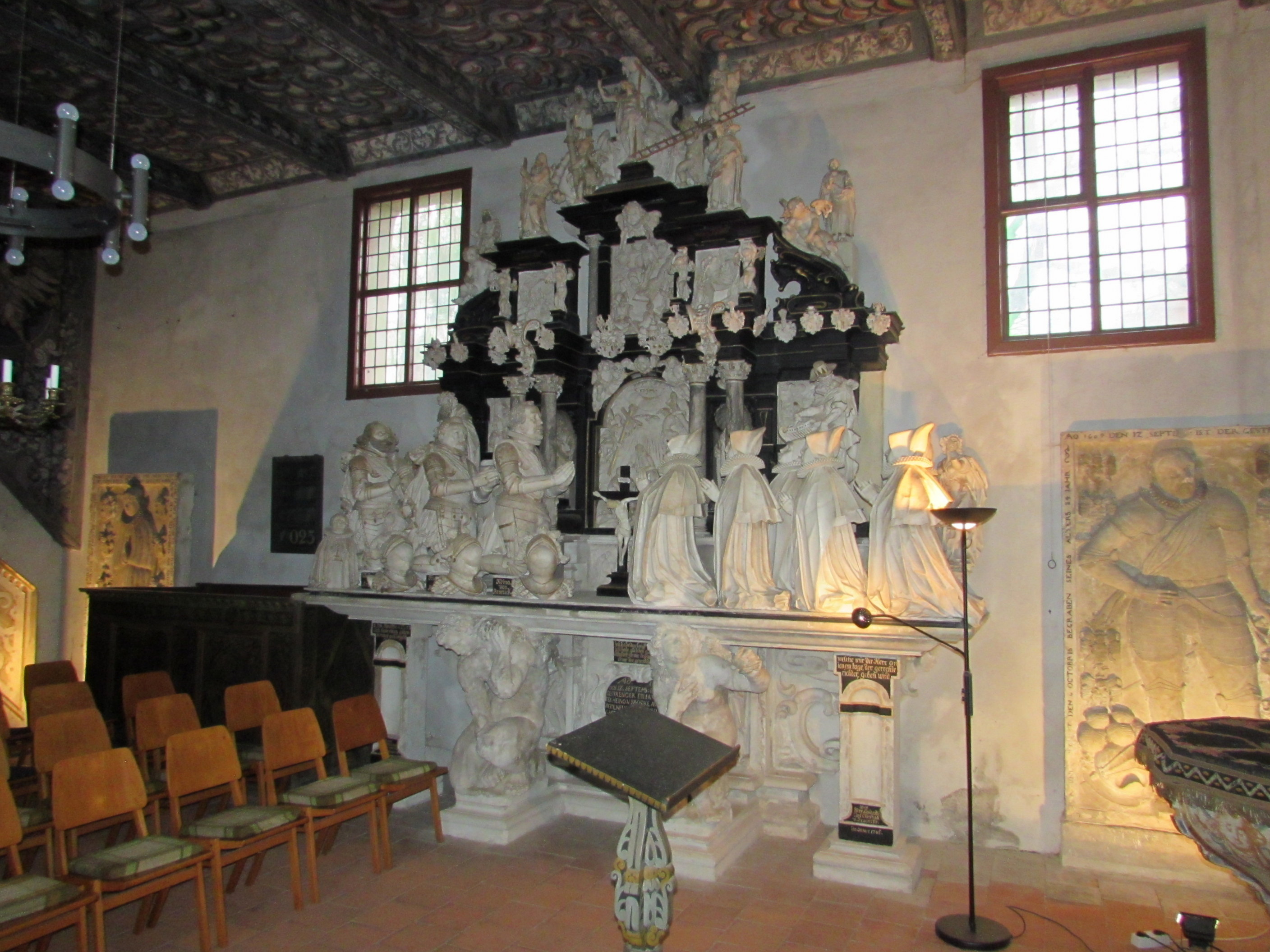
Epitaph aus Alabaster im Chorraum der Dorfkirche Ketzür zeigt mehrere Mitglieder der Familie von Broesigke

#### Früher Beginn in Ketzür
Thile Broesigke wurde erstmals 1375 im Landbuch Karls IV. als Lehnsnehmer auf „Kotzure“ beziehungsweise „Kotzüre“ (heute Ketzür in der Gemeinde Beetzseeheide mit dem Gutshaus Ketzür) im Havelland, ein Gut, das fast 500 Jahre im Besitz der Familie war, genannt. Für das benachbarte, heute ebenfalls zu Beetzseeheide gehörenden Butzow war ein Heinrich Bröseke als markgräflicher Vasall, der die Obergerichtsbarkeit innehatte, erwähnt. Sein Urenkel Heino von Broesigke (1525–1609), der Sohn von Wolf von Broesigke († 1532) und dessen Frau Anna von Königsmarck, war Herr auf Ketzür, Gortz, Riewend, Paaren, Birkenhorst bei Zermützel, Brosigkslake, Rüben, Linde, Garlitz, Butzow, Döberitz und Seelenhorst im Havelland, Breitenfeld in Kursachsen und Großradegast im Fürstentum Anhalt. Er starb 1609 als kurfürstlich brandenburger Hofschenk. 1570 war Heyno erzbischöflich magdeburger Amtshauptmann zu Querfurt, Giebichenstein und Rothenburg und 1572 kurfürstlich brandenburgischer Rat und Amtshauptmann von Lehnin. Er stand zunächst in kaiserlichen, später in kurfürstlich brandenburgischen und zuletzt herzoglich-sächsischen Militärdiensten. Zur Ausstattung der Dorfkirche Ketzür gehört ein eindrucksvolles Epitaph, geschaffen von 1612 bis 1614 vom Magdeburger Bildhauer Christoph Dehne, dass Heyno und seine Familie zeigt. Heyno beziehungsweise Heino (friesische Kurzform von Heinrich) ist ein Leitname der Familie von Broesigke, der noch heute an männliche Angehörige vergeben wird.
Anfang des 17. Jahrhunderts gehörten die von Broesigke zu den schlossgesessenen Geschlechtern in der Mark Brandenburg und werden in einer Urkunde von 1612 mit dem Prädikat Edle genannt. Dietrich von Broesigke (* 1573; † 1639), der Erbe und Nachkomme von Heyno und seiner Frau Ursula Elisabeth von Hacke aus dem Haus Karpzow, war Herr auf Ketzür, Gortz, Riewendt, Paaren, Birkenhorst, Brosigkenlake, Rüben, Linde, Garlitz, Butzow, Döberitz, Seelenhorst, Groß- und Klein Behnitz im Havelland, Breitenfeld in Kursachsen und Großradegast in Anhalt sowie Bischofssee und Leissow bei Słubice. Dietrich war zweimal verheiratet, in erster Ehe seit 1600 mit Elisabeth, geborene von Krosigk aus dem Haus Alsleben, und in zweiter Ehe ab 1607 mit Agnes, geborene von Schlieben aus dem Haus Papitz, Tochter von Adam von Schlieben. Maximilian Friedrich von Broesigke (* 1604) auf Breitenfeld und Radegast, sein Sohn aus erste Ehe, starb 1661 als Domherr zu Merseburg und Assessor des Hofgerichts zu Leipzig. Aus seiner Ehe mit Magdalene, geborene von Zehmen aus dem Haus Steinbach ging sein gleichnamiger Sohn Maximilian Friedrich hervor.
Maximilian Friedrich von Broesigke (1649–1696), auf Breitenfeld, Radegast, Cammer und Grebs, wurde Domherr zu Brandenburg. Er heiratete 1678 in Kammer eine entfernte Verwandte Martha Elisabeth von Broesigke (1657–1741) und hinterließ eine Tochter und drei Söhne, deren älteste Söhne wiederum die Begründer der drei Linien der Familie waren.
Dem Adelsstand und Selbstverständnis entsprechend finden sich zu allen Zeiten Beitritte der Herren von Brösigke in den altehrwürdigen Johanniterorden, nachfolgend aus allen Familienlinien. Heino von Brösigke, seines Zeichens preußischer Hauptmann, wurde am 20. September 1731 zu Ritter geschlagen. Später fand die Aufnahme am Johannistag statt.
Die Paarener Brüder Maximillian Rudolf (1694–1742) und Ludwig Georg waren einer der ersten Schüler der neugegründeten Brandenburger Ritterakademie, Zögling No. 3 und 4, und begannen damit eine langwährende Tradition auf dem bekannten Adelsalumnat.

#### 1. Linie Haus Grebs
Friedrich Emanuel von Broesigke (1731–1810), der Sohn von Friedrich Heino von Broesigke (1684–1736) und seiner Frau Dorothea, geborene von Schilden († 1760), war der Begründer der ersten Linie zu Grebs. Das Stammhaus dieser Linie, das Gut Grebs war seit 1700 im Besitz der Broesigke und wurde 1817 verkauft. Ebenfalls im Besitz der ersten Linie war von 1768 bis 1817 das Gut Tanne in der Zauche. Friedrich Emanuel war zweimal verheiratete, in erster Ehe mit Elise Elenore, geborene von Rohr († 1782) und in zweiter Ehe mit Marie Louise, geborene Jerichow. Er hinterließ vier Söhne, von denen nur der jüngste Friedrich Wilhelm die Linie fortsetzen konnte.
Christian Ludwig Johann von Broesigke (1760–1798), der älteste Sohn, wurde preußischer Major und Inspektionsadjutant beim Garderegiment in Potsdam. Seine Ehe mit Wilhelmine Auguste, geborene von Götzen blieb kinderlos. Sein jüngerer Bruder Friedrich August Wilhelm von Broesigke (* 1762) starb bereits 1776 als Page von König Friedrich II. von Preußen.
Friedrich Wilhelm von Broesigke (1770–1825), der jüngste Bruder, erhielt von König Friedrich Wilhelm III. am 16. August 1802 zu Berlin eine preußische Adelslegitimation unter Beilegung des väterlichen Namens und Wappens. Er wurde Kreisdeputierter des Landkreises Zauch-Belzig und heiratete 1803 Friederike Louise Eugenie von Broesigke (1780–1856). Das Paar hatte einen Sohn und eine Tochter. Sein Enkel Hermann Heino Friedrich von Broesigke (1838–1918), der Sohn des preußischen Hauptmanns Julius Friedrich von Broesigke (1804–1885) und dessen Frau Henriette von Broesigke (1800–1870), wurde Kommandant von Karlsruhe und beendete seine Militärkarriere 1902 als preußischer Generalleutnant.

#### 2. Linie Haus Frehne

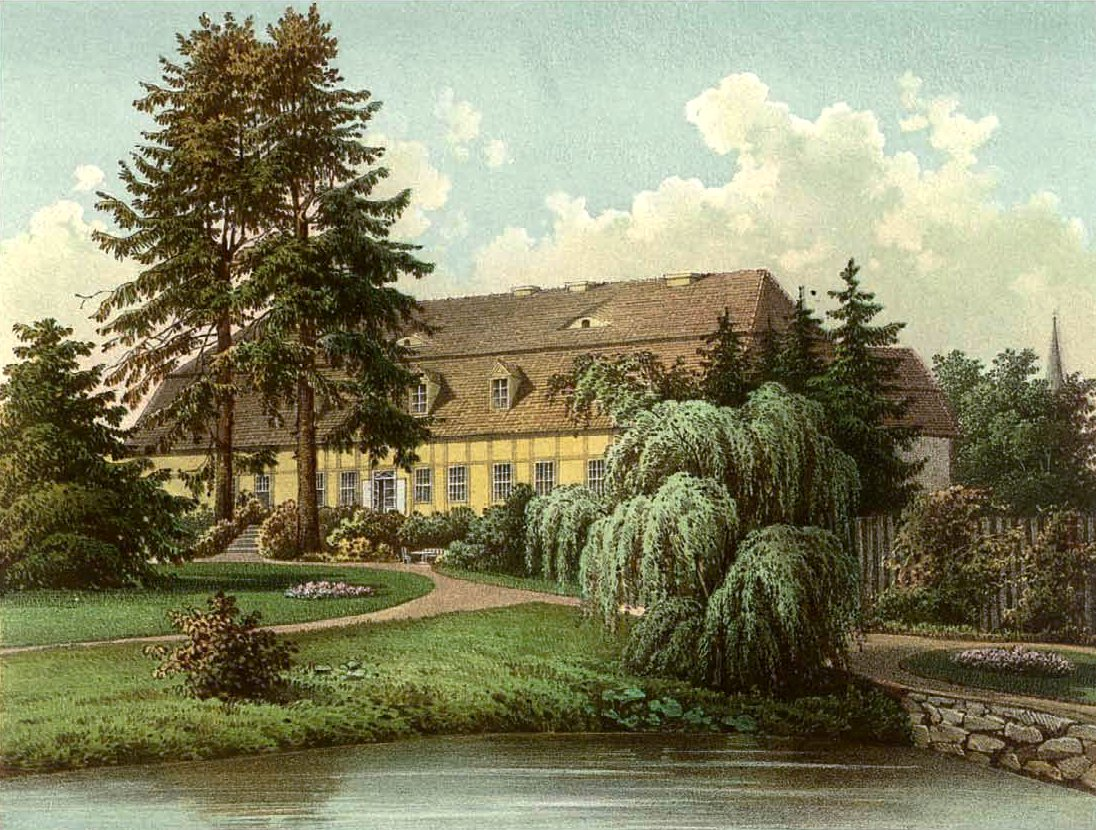
Gut Frehne um 1864/65, Sammlung Alexander Duncker

Friedrich von Broesigke (1729–1779), der Sohn von Dietrich Heinrich von Broesigke (1688–1762), war der Stifter der zweiten Linie mit dem Stammhaus Frehne in der Prignitz. Das Gut Frehne war von 1768 bis 1800 im Familienbesitz. Friedrich hinterließ nach zwei Ehen vier Kinder, zwei Töchter und zwei Söhne. Von den Töchtern starb die jüngste, Louise Wilhelmine Sophie von Broesigke (* 1778), bereits 1795 im adeligen Damenstift Kloster Arendsee. Der älteste Sohn Friedrich Georg Heinrich von Broesigke (* 1772) aus seiner zweiten Ehe mit Elisabeth Dorothea Friederike, geborene Gans Edle Herrin zu Putlitz (1751–1820) fiel am 12. August 1794 als herzoglich braunschweiger Leutnant während des Ersten Koalitionskrieges im Gefecht bei Klein-Hartebach.
Sein jüngerer Bruder Friedrich Maximilian Ernst von Broesigke (* 1774) auf Uenze und Hinzdor wurde königlich preußischer Deichhauptmann und Rechtsritter des Johanniterordens. Er starb 1837 in Havelberg als preußischer Leutnant außer Dienst. Seine erste Ehe mit Wilhelmine Juliane Katharine, geborene von Britzke wurde geschieden. Aus seiner zweiten Ehe mit Wilhelmine Juliane Charlotte, geborene von der Hagen (1787–1872) gingen zwei Söhne hervor. Der erste Sohn Adolf (* 1811) starb bereits ein Jahr nach seiner Geburt. Gustav Heino Eduard von Broesigke (* 1812) auf Drewen, der zweite Sohn, wurde preußischer Sekondeleutnant und diente zuletzt im Garde-Jäger-Bataillon. Er starb 1883 im sächsischen Dohna. Gustav Heino Eduard heiratete 1839 in Senzke Julie Ida Agnes Borchardt (1821–1895). Das Paar hinterließ drei Töchter.

#### 3. Linie Haus Kammer

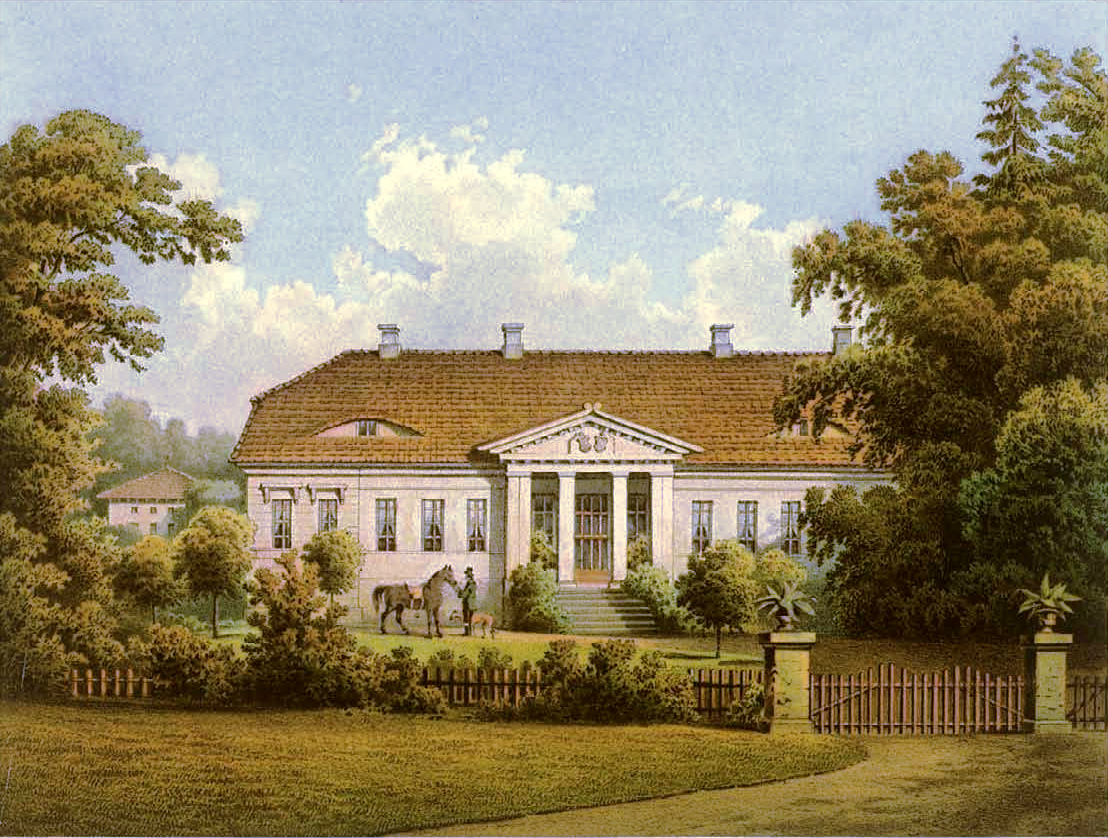
Rittergut Cammer um 1863/64, Sammlung Alexander Duncker

Friedrich von Broesigke (1731–1790) auf Cammer, Oberjünne, Tanne und Breitenfeld, der Sohn von Julius Tobias von Broesigke (1695–1761) und dessen erster Frau Maria (Louise Hedwig) von Broesigke-Schönfließ (1697–1736), war der Begründer der dritten Linie mit dem Stammhaus Cammer. Das Gut Cammer in der Zauche war schon 1614 im Besitz derer von Broesigkes und blieb es bis zum Jahre 1852. Friedrich starb am 4. Juni 1790 als königlich preußischer Geheimrat und Domherr zu Magdeburg. Er war zweimal verheiratet, in erster Ehe mit Louise Friederike Sophia Charlotte, geborene von Görne (1740–1771) und in zweiter Ehe mit Louise Henriette Brandt von Lindau (1751–1804), und hinterließ aus beiden Ehen fünf Töchter und drei Söhne.
Sein gleichnamiger ältester Sohn Friedrich von Broesigke (* 1762) auf Cammer war Ritter des Johanniterordens und starb 1838 als königlich preußischer Leutnant außer Dienst. Friedrich diente zuletzt im Infanterie-Regiment Götz. Von seinem Vater erbte er als Lehn das Stammgut Cammer zu dem auch das Gut Oberjünne (damals: „Obergünde“) gehörte. Oberjünne befand sich seit 1768 in Familienbesitz und wurde 1817 veräußert. Aus seiner Ehe mit Henriette, geborene Fritze († 1838) kamen drei Söhne und eine Tochter. Der älteste Sohn Kurt Konrad von Broesigke (* 1793) fiel als königlich preußischer Fähnrich 1812 in Russland während der Schlacht bei Borodino. Sein jüngerer Bruder Albert von Broesigke (1797–1867) erbte das Gut Cammer und errichtete dort einen herrschaftlichen Bau, nachdem das alte Wohnhaus mit den gesamten Wirtschaftsgebäuden bei einem Brand zerstört wurde. Albert war Ehrenritter des Johanniterordens sowie königlich preußischer Major und diente zuletzt im 20. Landwehr-Regiment. Aus seiner 1828 geschlossenen Ehe mit Jutta Elisabeth Friederike, geborene von Bredow aus dem Haus Ihlow kamen sechs Kinder. Albert und Jutta Elisabeth Friederike waren die Großeltern des Gutsherrn von Heino Bartholomäus Fürchtegott von Broesigke (1860–1924), Sohn des königlich preußischen Rittmeisters und Rechtsritters des Johanniterordens Rudolf Friedrich von Broesigke und dessen Frau Anna Natalie, geborene Freiin von Meerscheidt-Hüllessem. Heino von Brösigke auf Cammer starb als königlich preußischer Generalmajor außer Dienst. Er hatte in der Dienststellung eines Oberstleutnants die Leitung als Vorsitzender der Remonte-Kommissionen inne. Cammer war Familienfideikommiss. Aus dem Haus Cammer stammt auch Heinos Schwester Editha, verheiratete von Lochow. Sie war jahrelang Gutsherrin auf Lübnitz bei Belzig.
Das 1829 errichtete Gutshaus zu Cammer wurde 1907 Opfer eines Großbrandes. Der 1911 entstandene Neubau wurde 1949 bis 1950 abgetragen. Der Park umfasst noch heute 12 Hektar und besitzt einen umfangreichen Altbaumbestand mit zahlreichen Teichen und Inseln. Das Forst- und Gartenhaus, der Eiskeller und der Pferdestall sowie das Grab Heino von Broesickes auf einem Hügel sind erhalten geblieben. Für Cammer weist das vor der großen Wirtschaftskrise 1929 zuletzt publizierte Landwirtschaftliche Adressbuch die von Broesigk`sche Erben aus. Die Begüterung wird direkt mit 1070 ha angegeben.
Wilhelm von Broesigke-Ketzür (1767–1824), ein jüngerer Bruder des oben genannten Friedrich auf Cammer, war der letzte Lehnsträger auf Ketzür. Er besaß außerdem Güter zu Görtz, Riewend, Linde und Broesigkenlake im ehemaligen Landkreis Westhavelland. Wilhelm war königlich preußischer Leutnant, er stand zuletzt im Infanterie-Regiment von Bornstedt, und wurde Ritter des Johanniterordens. Aus seiner 1793 geschlossenen Ehe mit Friederike Louise Henriette, geborene von Krosigk (1772–1825) gingen vier Kinder, zwei Söhne und zwei Töchter, hervor. Die älteste Tochter Wilhelmine Charlotte (1803–1835) heiratete 1820 den preußischen Oberst und Hofmarschall Adolf von Rochow (1788–1869). Nach Unterlagen vom Domarchiv Brandenburg veräußerten 1883 dann die Erben jene 672 ha für Ketzür und die 136 zu Gortz II.

### Besitzungen
Schon früh waren Angehörige der Familie in der Mark Brandenburg begütert. Von 1375 bis 1612 waren Butzow, von 1375 bis 1799 Döberitz, von 1375 bis 1852, von 1451 bis 1718 Zeestow, ab 1344 Golzow, von 1451 bis 1790 Gortz, 1451 Satzkorn, von 1573 bis 1614 Groß- und Klein Behnitz, von 1612 bis 1742 Paaren, von 1612 bis 1795 Riewend, von 1614 bis 1852 (1945?) Cammer, ab 1639 Bischofssee und Leissow bei Frankfurt an der Oder, von 1690 bis 1725 Schönfließ, von 1700 bis 1817 Grebs, 1726 Gutenpaaren, 1734 Biesen, von 1768 bis 1817 Oberjünne, von 1768 bis 1817 Tanne in der Zauche, von 1769 bis 1800 Frehne, von 1774 bis 1790 Kraatz, 1774 Knoblauch, 1790 Brösigkenlake, 1795 Linde, 1817 Hinzdorf und 1841 Drewen im Besitz beziehungsweise Teilbesitz der Familie.
In Sachsen war die Familie von 1786 bis 1797 zu Lemsel und Merbitz sowie von 1560 bis 1790 zu Breitenfeld begütert. In Anhalt hatte Familie in Radegast Besitzungen.

## Weitere Angehörige
- Leberecht Friedrich von Brösigke (1720–1790), preußischer Oberst
- Christian Ludwig Hans von Broesigke, 14. August 1794 als Kapitain[22] (Hauptmann) Träger des Ordens Pour le Mérite
- Amalie von Levetzow, geborene von Brösigke (1788–1868), Mutter von Ulrike von Levetzow, die Goethe zu seiner Gedicht-Trilogie Marienbader Elegie veranlasste
- Karl von Broesigke (1790–1852), preußischer Generalmajor
- Karl Hans Rudolf von Broesigke (1809–1877), preußischer Generalmajor

## Wappen
Das Wappen zeigt in Blau drei (2:1) (um 1800 auch 1:2) (teilweise schrägrechts gestellte) goldene Becher oder Humpen (Symbol der Stellung als Erbschenken der Kurmark). Auf dem Helm mit blau-goldenen Helmdecken ein wachsender blau-gekleideter (geharnischter) Arm, der in der Hand einen natürlichen Pfauenwedel emporhält.

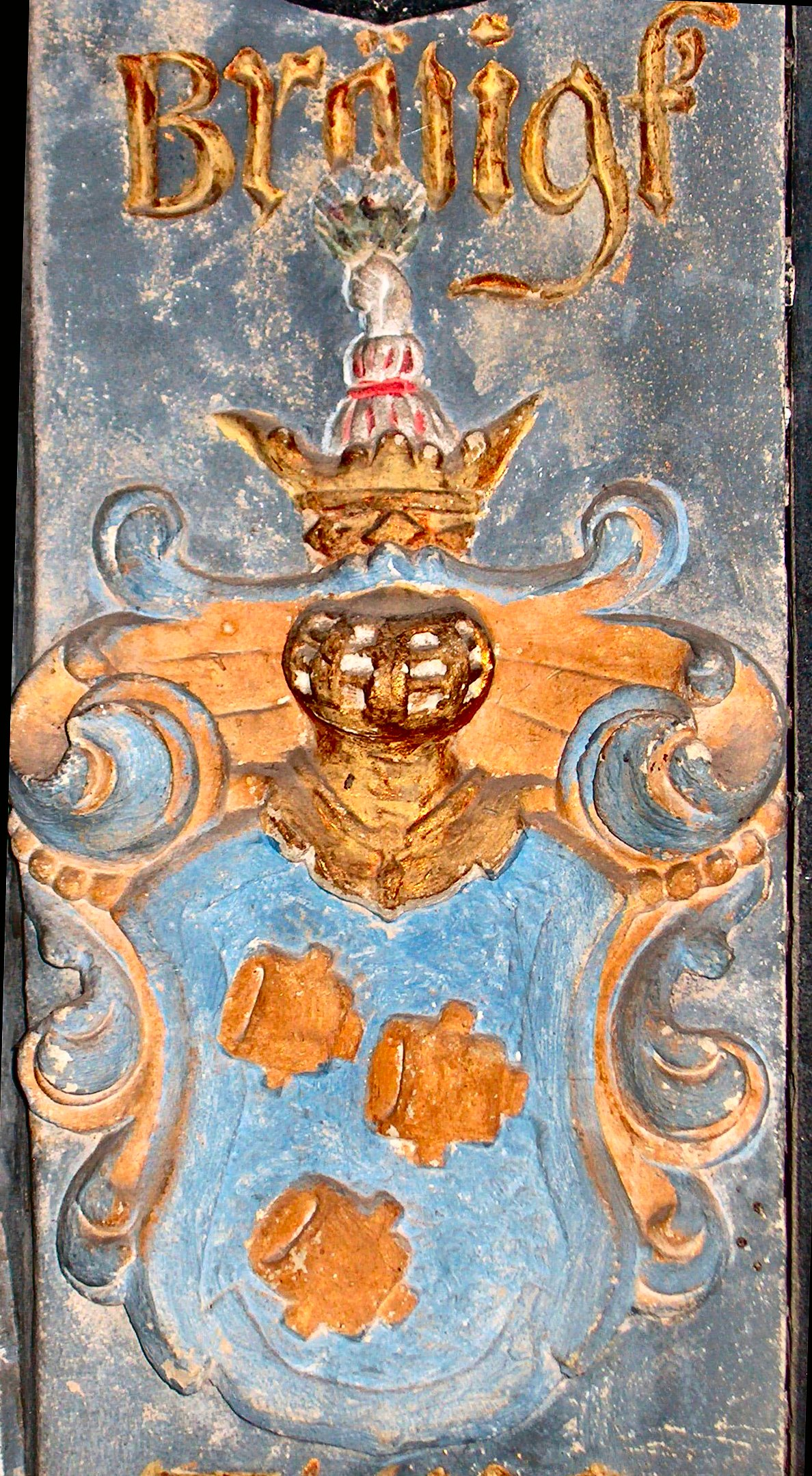
Wappen derer von Broesigke in Kirchscheidungen
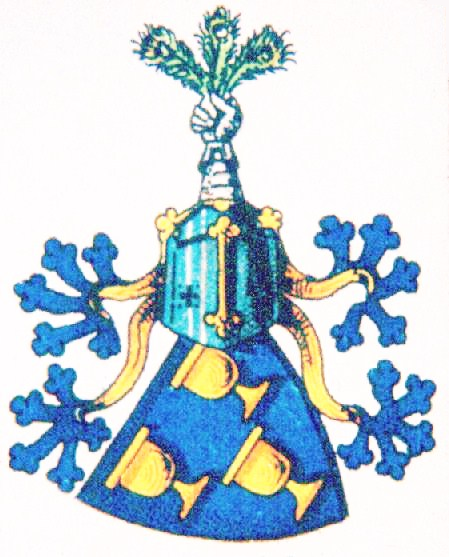
Wappen der Familie Broesigke

## Standeserhöhung
Eine offizielle Erhebung in den Freiherrenstand ist nicht bekannt. Auch keine förmliche Anerkennung des Baronstitels. Dennoch trat bereits Heyno Friedrich von Brösigke (1641–1666) als kursächsischer Freiherr auf, und auch Amalie von Brösigkes Vater Friedrich Leberecht von Brösigke, der 1798 das alte Jagdschloss in Löbnitz abreißen und dort ein schlichteres Herrenhaus hatte errichten lassen (im Besitz bis 1807), führte den Freiherrentitel. Goethe titulierte ihn Baron von Broesigke. Der Besitz der Familie wurde entschädigungslos enteignet und der Europäische Gerichtshof für Menschenrechte hat den Antrag auf Entschädigung abgelehnt.
Die Familienmitglieder in Österreich, wie Tassilo Broesigke, führen seit 1919 nach gesetzlichem Verbot den Familiennamen ohne das Prädikat beziehungsweise den Namensbestandteil von.